# Pieter Cornelisz van Rijck
Pieter Cornelisz van Rijck (1567-ca. 1637), was een Nederlandse schilder uit de 16e en 17e eeuw .

## Biografie
Hij komt uit een brouwersfamilie. Hij was de zoon van een Haarlemse brouwer, genaamd Cornelis van Rijck, en de broer van de Delftse brouwer Adriaen. Zijn neef is de Haarlemse stillevenschilder Floris van Dyck.

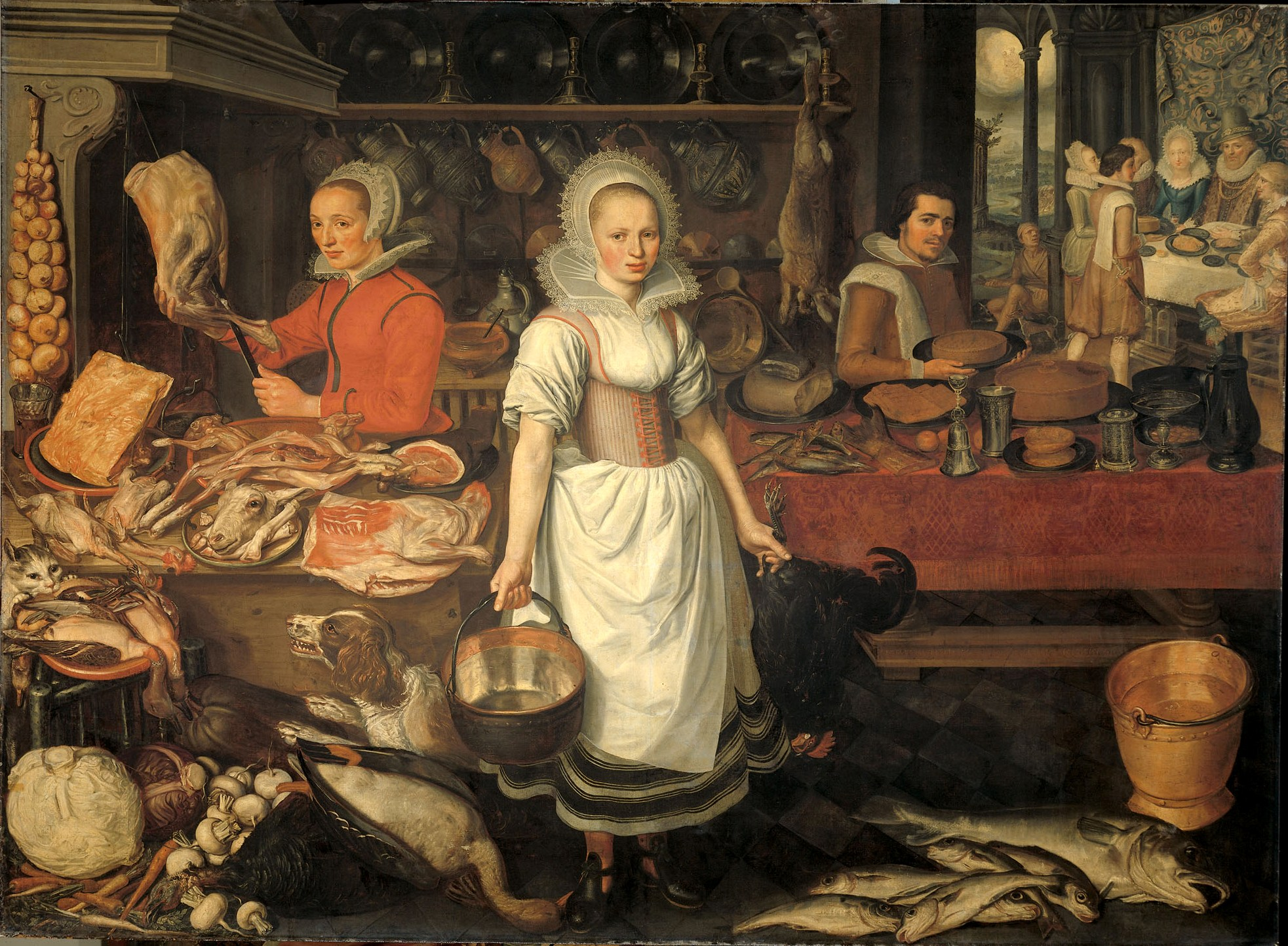
Lazarus en de rijke man, 1620

Volgens Karel van Mander (Schilder-boeck, 1604) leerde hij tekenen van Jacob Willemsz Delff. Daarna leek het of hij was bestemd voor een ander beroep. Hij bracht een paar jaar tijd door met andere zaken voordat hij terugkeerde naar de schilderkunst. Hij ging 6 maanden in de leer bij Huybrecht Jacobsz Grimani. Hij vergezelde Grimani naar Italië, waar hij 15 jaar bleef. Hij werkte voor lokale en bezoekende adel in heel Italië. Op het moment dat Van Mander aan het schrijven was, in 1602-1604, woonde Van Rijck in Haarlem (36 jaar) en bespraken zij Italiaanse schilders. Van Mander noemt een keukenstuk met een rijke man en Lazarus aan zijn hand dat voor Het Dolhuys is geschilderd en daar te zien was. Van Mander noemde hem een volgeling van Bassaens ( Jacopo Bassano ).
Houbraken noemde hem één van de belangrijke hedendaagse schilders die in Van Mander worden genoemd. 

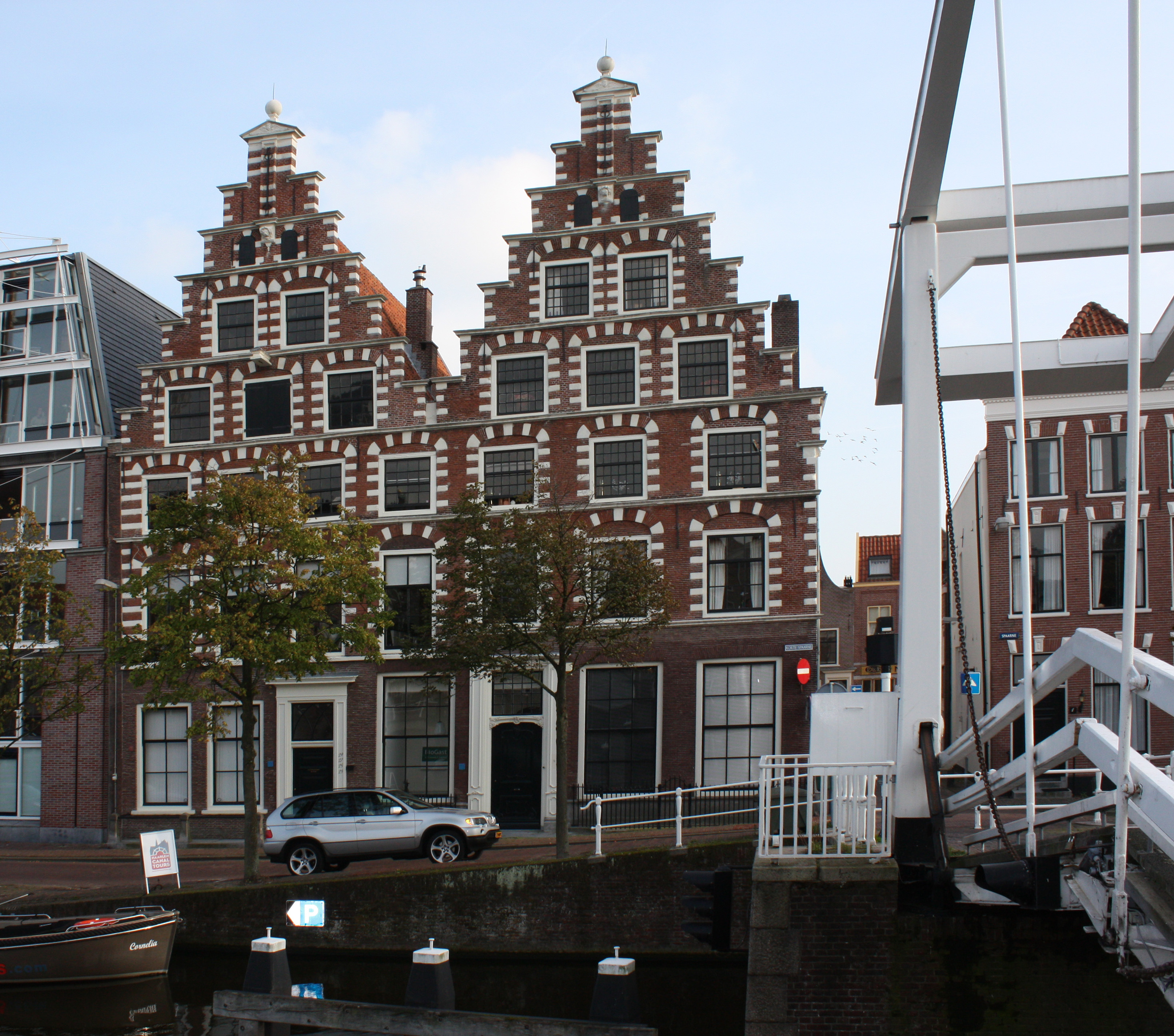
De voormalige brouwerij "De Olyphant" in Haarlem, waar Pieters vader Cornelis van Rijck naartoe verhuisde nadat de jonge Pieter in Delft was geboren, en waar hij en later zijn neef Floris waarschijnlijk een atelier hadden.

Volgens het RKD stond hij ingeschreven in Venetië 1588-1602, Haarlem 1602-1604, en keerde hij in 1605 terug naar Italië. Hij schilderde portretten, keukenstukken en markttaferelen en woonde van 1632-1637 in Napels.
- Biografisch Portaal: 62116848
- Digitale Bibliotheek voor de Nederlandse Letteren: ryck015
- Gemeinsame Normdatei: 122714253
- International Standard Name Identifier: 0000 0000 7100 5918
- Library of Congress Control Number: nr2005005881
- Nederlandse Thesaurus van Auteursnamen: 322171628
- RKD-Nederlands Instituut voor Kunstgeschiedenis: 66925
- Union List of Artist Names: 500021571
- Virtual International Authority File: 5821497
- WorldCat: E39PBJfRCMtH3K9RqrcKC74yVC